# Cinder Block
Cinder Block (geboren als Cindy Morgan, Lincoln, 13 mei 1961) is een Amerikaanse punkzangeres en beeldende kunstenaar. Block is vooral bekend als zanger voor de punkband Tilt, die tussen 1992 en 2001 actief was, en weer sinds 2015 actief is. Ze heeft verder voor korte tijd ook bij de punkband Fabulous Disaster gezongen en is sinds 2015 ook de zanger van The Pathogens. Hierna heeft ze met anderen de hardcore punk-band Retching Red opgericht. Block heeft ook gewerkt voor Punk Rock Confidential, een punkzine dat is opgericht door Fat Mike, Sunny Andersen Chanel en Kevin Chanel.

## Discografie
In deze lijst worden alleen "volledige" albums genoemd waar Block een grote bijdrage aan heeft geleverd. Dit zijn met name studioalbums, verzamelalbums en livealbums. Block heeft daarnaast ook als artiest meegewerkt aan albums van andere punkbands, waaronder J.D. Salinger (The Wynona Riders, 1995), A Comprehensive Guide to Moderne Rebellion (Good Riddance, 1996), More Betterness! (No Use for a Name, 1999), en Remain in Memory: The Final Show (Good Riddance, 2008).
| Jaar | Titel                 | Label                   | Met          |
| ---- | --------------------- | ----------------------- | ------------ |
| 1993 | Play Cell             | Lookout! Records        | Tilt         |
| 1995 | 'Til It Kills         | Fat Wreck Chords        | Tilt         |
| 1998 | Collect 'Em All       | Fat Wreck Chords        | Tilt         |
| 1999 | Viewers Like You      | Fat Wreck Chords        | Tilt         |
| 2001 | Been Where? Did What? | Fat Wreck Chords        | Tilt         |
| 2004 | Get Your Red Wings    | Bleeding Bitch Records  | Retching Red |
| 2006 | Scarlet Whore of War  | Rodent Popsicle Records | Retching Red |